# Lubuk Pasi Ara
Lubuk Pasi Ara is een bestuurslaag in het regentschap Aceh Barat van de provincie Atjeh, Indonesië. Lubuk Pasi Ara telt 329 inwoners (volkstelling 2010).